# Dawit Fikadu
Dawit Fikadu Admasu (arabisch داويت فيكادو, * 29. Dezember 1995) ist ein bahrainischer Langstreckenläufer äthiopischer Herkunft, der seit 2017 für Bahrain startberechtigt ist. 2019 wurde er Asienmeister im 10.000-Meter-Lauf.

## Sportliche Laufbahn
Seinen ersten internationalen Meisterschaftseinsatz hatte Fikadu bei den Crosslauf-Weltmeisterschaften 2019 in Aarhus, bei denen er in 33:18 min den 24. Rang belegte. Anschließend wurde er bei den Arabischen Meisterschaften in Kairo Vierter im 10.000-Meter-Lauf und wurde über dieselbe Distanz in 28:26,30 min Asienmeister in Doha. Damit erhielt er ein Freilos für die Weltmeisterschaften, die im Oktober ebenfalls in Katar stattfanden, verzichtete dort aber auf ein Antreten. 2021 wurde er in 1:04:29 h Zweiter beim Bangabandhu Sheikh Mujib Dhaka Half Marathon und siegte dann Mitte Juni in 29:35,0 min über 10.000 m bei den Arabischen Meisterschaften in Radès. Anschließend gelangte er bei den Olympischen Spielen in Tokio bis ins Finale über 5000 m und belegte dort in 13:20,24 min den 15. Platz.
2022 siegte er in 28:31,14 min über 10.000 Meter bei den Islamic Solidarity Games in Konya und im Jahr darauf siegte er in 13:51,46 min sowie in 29:08,75 min über 5000 und 10.000 Meter bei den Westasienmeisterschaften in Doha. Anschließend siegte er in 29:08,80 min über 10.000 Meter bei den Panarabischen Spielen in Algier und belegte in 14:24,71 min den vierten Platz über 5000 Meter. Ende September wurde er bei den Asienspielen in Hangzhou über 10.000 Meter disqualifiziert und gewann über 5000 Meter in 13:25,63 min die Bronzemedaille hinter seinem Landsmann Birhanu Balew und Avinash Sable aus Indien.

## Persönliche Bestleistungen
- 5000 Meter: 13:10,40 min, 5. Juli 2019 in Lausanne
- 10.000 Meter: 28:26,30 min, 21. April 2019 in Doha
- 10-km Straßenlauf: 27:48 min, 17. Juni 2023 in Langueux
- Halbmarathon: 1:00:01 h, 15. März 2019 in Manama